# Rapanea emarginata
Rapanea emarginata là một loài thực vật có hoa trong họ Anh thảo. Loài này được (Rock) O. Deg. & I. Deg. miêu tả khoa học đầu tiên năm 1971.